# La nave (film 1912)
La nave è un cortometraggio del 1912 diretto da Edoardo Bencivenga.